# Нагаї Юїтіро
Нагаї Юїтіро (яп. 永井雄一郎, нар. 14 лютого 1979, Токіо) — японський футболіст, що грав на позиції нападника.
Виступав, зокрема, за клуб «Урава Ред Даймондс», а також національну збірну Японії.

## Клубна кар'єра
Народився 14 лютого 1979 року в місті Токіо. Вихованець футбольної школи клубу «Міцубісі Йова».
У дорослому футболі дебютував 1997 року виступами за команду клубу «Урава Ред Даймондс», в якій провів півтора року, взявши участь у 33 матчах чемпіонату. Після цього протягом сезону 1998/99 років захищав кольори дубля німецького «Карлсруе» у Регіоналлізі, проте до першої команди так і не пробився, через що повернувся у «Ураву», де виступав до кінця 2008 року. За цей час виграв з командою чемпіонат, два Кубка Імператора, Кубок Джей-ліги та Суперкубок Японії, а також допоміг команді 2007 року вперше в історії виграти Лігу чемпіонів АФК, забивши у другому фінальному матчі перший гол у ворота іранського «Сепахана». Згодом Нагаї з 3 голами був визнаний найкращим гравцем турніру.
З 2009 року став виступати за «Сімідзу С-Палс», де провів три сезони, після чого став грати за нижчолігові японські команди.

## Виступи за збірні
Протягом 1997—1999 років залучався до складу молодіжної збірної Японії, разом з якою був учасником молодіжних чемпіонатів світу 1997 та 1999. На кожному з них Нагаї забив по голу, а на другому з них японці стали фіналістами турніру.
21 квітня 2003 року дебютував в офіційних матчах у складі національної збірної Японії в товариській грі проти Південної Кореї, в якому відразу відзначився голом. Згодом того ж року був учасником розіграшу Кубка конфедерацій 2003 року у Франції, де зіграв в одному матчі. Всього протягом року провів у формі головної команди країни 4 матчі, забивши 1 гол, після чого за збірну більше не грав.

## Титули і досягнення
Урава Ред Даймондс
- Джей-ліга 1 
  -  Переможець (1): 2006
  -  Срібний призер (3): 2004, 2005, 2007

- Джей-ліга 2
  -  Срібний призер (1): 2000

- Кубок Імператора
  -  Володар (2): 2005, 2006

- Кубок Джей-ліги
  -  Володар (1): 2003
  -  Фіналіст (2): 2002, 2004

- Суперкубок Японії
  -  Володар (1): 2006
  -  Фіналіст (1): 2007

### Міжнародні
- Ліга чемпіонів АФК
  -  Переможець (1): 2007

- Клубний чемпіонат світу з футболу
  -  Бронзовий призер (1): 2007